# Generatore di Fibonacci ritardato
Un generatore di Fibonacci ritardato (LFG, dall'inglese Lagged Fibonacci Generator) è un algoritmo per la generazione di numeri pseudo-casuali basato su una generalizzazione della successione di Fibonacci. Dalla definizione della successione di Fibonacci:
{\displaystyle F_{n}=F_{n-1}+F_{n-2}}
Similmente, il generatore è definito come
{\displaystyle F_{n}=F_{n-j}\star F_{n-k}{\pmod {m}},\quad 0<j<k\,}
dove
- {\displaystyle F_{n}} è l'{\displaystyle n}-esimo termine della successione di numeri generati
- {\displaystyle F_{n-j}} e {\displaystyle F_{n-k}} sono due qualunque termini precedenti della successione
- {\displaystyle \star } è una qualsiasi operazione binaria. Può essere addizione, sottrazione, moltiplicazione, divisione, ma anche un operatore logico
- {\displaystyle \mod m} indica il resto della divisione tra {\displaystyle (F_{n-j}\star F_{n-k})} e {\displaystyle (m)}

Se l'operatore usato è l'addizione, il generatore sarà di tipo additivo, se l'operatore è la moltiplicazione si avrà un generatore di Fibonacci ritardato di tipo moltiplicativo.

## Proprietà
Come tutti i generatori di numeri pseudo-casuali, il generatore di Fibonacci ritardato è una funzione periodica. Il periodo massimo varia a seconda dell'operatore usato. Nel caso di somma o sottrazione, il generatore ha periodo {\displaystyle p} tale che
{\displaystyle p\leq (2^{k}-1)\cdot 2^{m-1}}
In caso di moltiplicazione invece
{\displaystyle p\leq (2^{k}-1)\cdot 2^{m-3}}
Da notare che il periodo della moltiplicazione è un quarto di quello della somma.
Come dimostrato di seguito, l'operatore addizione genera una sequenza numerica con periodo molto maggiore dell'operatore moltiplicazione.
dimostriamo che
{\displaystyle (2^{k}-1)\cdot 2^{m-1}=4\cdot \left[(2^{k}-1)\cdot 2^{m-3}\right]\,}
dividendo entrambi i membri per una stessa quantità
{\displaystyle {\frac {(2^{k}-1)\cdot 2^{m-1}}{2^{m-1}}}={\frac {4\cdot \left[(2^{k}-1)\cdot 2^{m-3}\right]}{2^{m-1}}}\,}
Nel primo membro si semplifica, nel secondo si divide {\displaystyle 2^{m-3}} per {\displaystyle 2^{m-1}}, ricordando che per le potenze vale che {\displaystyle {\frac {a^{n}}{a^{m}}}=a^{n-m}}
{\displaystyle (2^{k}-1)=4\cdot (2^{k}-1)\cdot 2^{m-3-m+1}\,}
semplificando
{\displaystyle (2^{k}-1)=4\cdot (2^{k}-1)\cdot 2^{-2}}
infine
{\displaystyle (2^{k}-1)=(2^{k}-1)}
Q.E.D.